# Ramsay Health Care
Ramsay Health Care Limited ist ein in Australien ansässiges börsennotiertes Unternehmen, das über ein Netzwerk von Krankenhäusern, Kliniken und Dienstleistungen in Australien, Asien, Europa und Großbritannien Gesundheitsdienstleistungen anbietet. Zu seinen Geschäftsbereichen gehören Ramsay Australia, Ramsay Santé, Ramsay UK und Elysium Healthcare.
Das Unternehmen ist tätig in Australien, dem Vereinigten Königreich, Frankreich, Schweden, Norwegen, Dänemark.
Ramsay Health Care wurde 1964 von Paul Ramsay in Sydney gegründet und hat mehr als 90.000 Angestellte. Das Unternehmen ist der größte private Krankenhausbetreiber Australiens. In Großbritannien besitzt RHC 22 Krankenhäuser, neun Behandlungszentren und drei neurologische Zentren.